# 马斯库埃拉斯
马斯库埃拉斯，是西班牙坎塔布里亚的一个市镇。总面积56平方公里，总人口1846人（2001年），人口密度33人/平方公里。